# Кущієнко Павло Максимович
Павло Максимович Кущієнко (нар. 25 лютого 1923, м. Охтирка, нині Сумська область — 25 серпня 2004, м. Тернопіль) — український актор.

## Життєпис
Закінчив школу фарбувально-заводського навчання. Концертував на фронтах німецько-радянської війни із Прикордонним ансамблем пісні й танцю (1943—1944). 
Працював у Охтирському театрі; 1945 — переведений разом із трупою цього театру на Тернопільщину. Працював у драматичному театрі в м. Чортків, від 1946 — в Тернопільському музично-драматичному театрі.

## Творчість
Зіграв понад 200 ролей, переважно комедійних і гострохарактерних.
Ролі:
- Сашко («Веселка» М. Зарудницького)
- Дмитрик («Ой не ходи, Грицю…» М. Старицького)
- Андрій («Як сходило сонце» І. Микитенка)
- Петро («Дівчина з легенди» Л. Забашти)
- дід Ничипір («Весілля в Малинівці» Л. Юхвіда, О. Рябова) та інші.